# Barnaby Holm
Barnaby Holm, nome d'arte di Barnaby Cuthbert (New York, 20 febbraio 1967), è un attore statunitense.

## Biografia
Figlio di due personaggi del mondo dello spettacolo Ian Holm e Bee Gilbert, fratello di Melissa Holm. Dopo aver esordito molto giovane come attore e aver recitato in alcuni film, decise di lasciare l'attività per dedicarsi al lavoro manageriale.

## Filmografia
- Juggernaut (1974)
- The Lost Boys (1978) - miniserie TV
- Conflitto finale (The Final Conflict) (1981)
- She's Been Away (1989) - film TV